# Morley Callaghan
Edward Morley Callaghan, född 22 september 1903 i Toronto, död 25 augusti 1990, var en kanadensisk författare, dramatiker och TV personlighet. 
Under 1920-talet arbetade han vid Toronto Daily Star där han blev vän med reportern Ernest Hemingway. Han tillbringade några månader i Paris, där han umgicks med författarna runt Montparnasse som till exempel Ernest Hemingway, F. Scott Fitzgerald, James Joyce med flera. Han tar upp denna tid i sina memoarer, That Summer in Paris 1963. 
Hans första roman var Strange Fugitive (1928), ett antal noveller och romaner följde därefter. Callaghan publicerade inte mycket mellan åren 1937 och 1950 då han hamnade i en litterär skaparkris. 1951 kom romanen The Loved and the Lost som vann Governor General's Awards.  Callaghans senare verk inkluderar bland annat The Many Colored Coat (1960), A Passion in Rome (1961), A Fine and Private Place (1975), A Time for Judas (1983), Our Lady of the Snows (1985). Hans sista roman blev A Wild Old Man Down the Road (1988).